# 牛頓 (雜誌)
牛頓（ニュートン）是日本著名的科學月刊，在中國大陸、台灣與韓國各有出版授權翻譯版。牛頓雜誌的特色是以貼近日常生活、簡單易明、行文流暢的文章介紹科學知識，並佐以大量照片及電腦模擬圖像。每月的牛頓雜誌都會環繞特定的科學概念和事物作專題報導。
日本牛頓雜誌於1981年由東京大學的退休教授竹內均在教育社（現在的教育軟體公司）以主編身份創刊。1997年，牛頓雜誌的經營和發行移轉至牛頓出版社。竹內教授於2004年4月逝世後，2005年由前日本宇宙航空研究開發機構宇宙科學研究本部教授水谷仁繼任主編一職。

## 各國發行狀況

### 中国大陆發行
中國大陸科學出版社於1999年起與日本牛頓出版社版權合作，將該社原有的雜誌「科學世界」搭配牛頓出版社授權翻譯的文章，創刊「Newton科學世界」。除了翻譯日本版的文章外，也會就中國大陸的科學事物，科研新聞及結果和環保議題等方面作報導。同時，讀者來信也是來自於中國大陸的。

### 中華民國發行
中華民國牛頓出版公司在1983年5月創刊「牛頓雜誌」，內容主要譯自日本牛頓雜誌，曾多次獲頒金鼎獎。2006年牛頓出版公司因財務問題將牛頓雜誌停刊。隨後量子媒體公司取得日方發行牛頓雜誌正體中文版的授權，在2007年11月發行「Newton牛頓科學雜誌」；並在次月改名為「Newton量子科學雜誌」。兒童版《小牛頓》由好頭腦文教事業接辦，發行「少年牛頓」、「新小牛頓」等。
自2010年1月量子媒體股份有限公司為使雜誌名稱與公司名稱能一致，公司更名為牛頓媒體股份有限公司，2010年12月已解決商標爭議並取得商標權，再將雜誌名稱更名與英文名稱相符的《Newton牛頓科學雜誌》。
2018年5月，因日方合約到期以及財務困難，中文版《Newton牛頓科學雜誌》宣布停刊。

### 發行
韓國亦有出版社發行韓文版的牛頓雜誌。

## 軼事

### 預測日本人獲得諾貝爾獎
2005年，牛頓雜誌預測27人可能成為日本人諾貝爾獎得主。
迄2015年，其中已有6人獲獎、6人逝世無法獲獎：
- 物理學獎：南部陽一郎、外村彰（日语：外村彰）、林嚴雄、十倉好紀、小林誠、益川敏英、近藤淳、戶塚洋二、梶田隆章。
- 化學獎：饭岛澄男、本多健一、藤嶋昭、橋本和仁、諸熊奎治、鈴木章、高柳邦夫、玉尾皓平、又賀曻 （页面存档备份，存于）、伊藤公一（日语：伊藤公一）、岩村秀。
- 生理學或醫學獎：石坂公成、小川诚二、下村脩（獲得化學獎）、御子柴克彥、吉田賢右 （页面存档备份，存于）、木下一彥 （页面存档备份，存于）、伊藤博康 （页面存档备份，存于）。